# Heilig-Kreuz-Kapelle (Pfofeld)

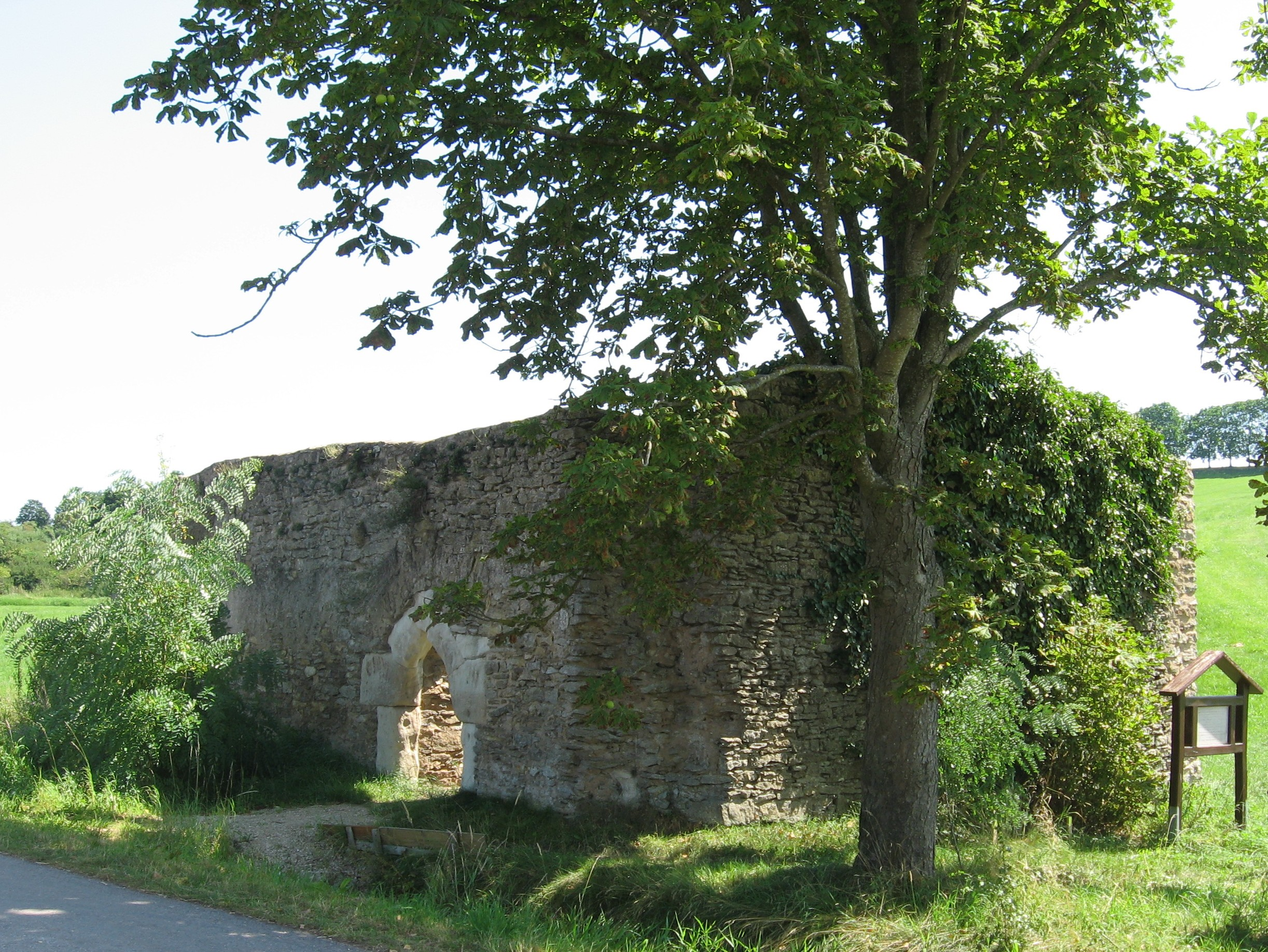
Heilig-Kreuz-Kapelle von Nordwesten

Die Ruine der Heilig-Kreuz-Kapelle steht nahe der Kreisstraße WUG 1 am Fuß einer Anhöhe zwischen den Dörfern Pfofeld und Dornhausen im mittelfränkischen Landkreis Weißenburg-Gunzenhausen. Sie ist unter der Denkmalnummer D-5-77-159-15 als Baudenkmal in die Bayerische Denkmalliste eingetragen. Die mittelalterlichen und frühneuzeitlichen Befunde im Bereich der Ruine sind zusätzlich als Bodendenkmal (Nummer: D-5-6930-0271) eingetragen.

## Geschichte
Die Kirche wurde im späten 13. oder frühen 14. Jahrhundert vom Bistum Eichstätt aus errichtet. Einigen Legenden nach wurde sie durch einen Heilbrunnen oder ein Kreuzwunder, das ihr den Namen verliehen hat, zu einem Wallfahrtsort. Spätestens nach der Reformation wurde die Kapelle aufgegeben und im Dreißigjährigen Krieg zerstört. Sie stellt ein seltenes Zeugnis von Sakralbauten des ausgehenden Mittelalters dar. Erhalten geblieben sind am Rechteckbau die drei Meter hohen Grundmauern, Reste des eingezogenen und rechteckigen Chors, die West- und Südseite des Langhauses und ein spitzbogiges Portal.

## Bildergalerie

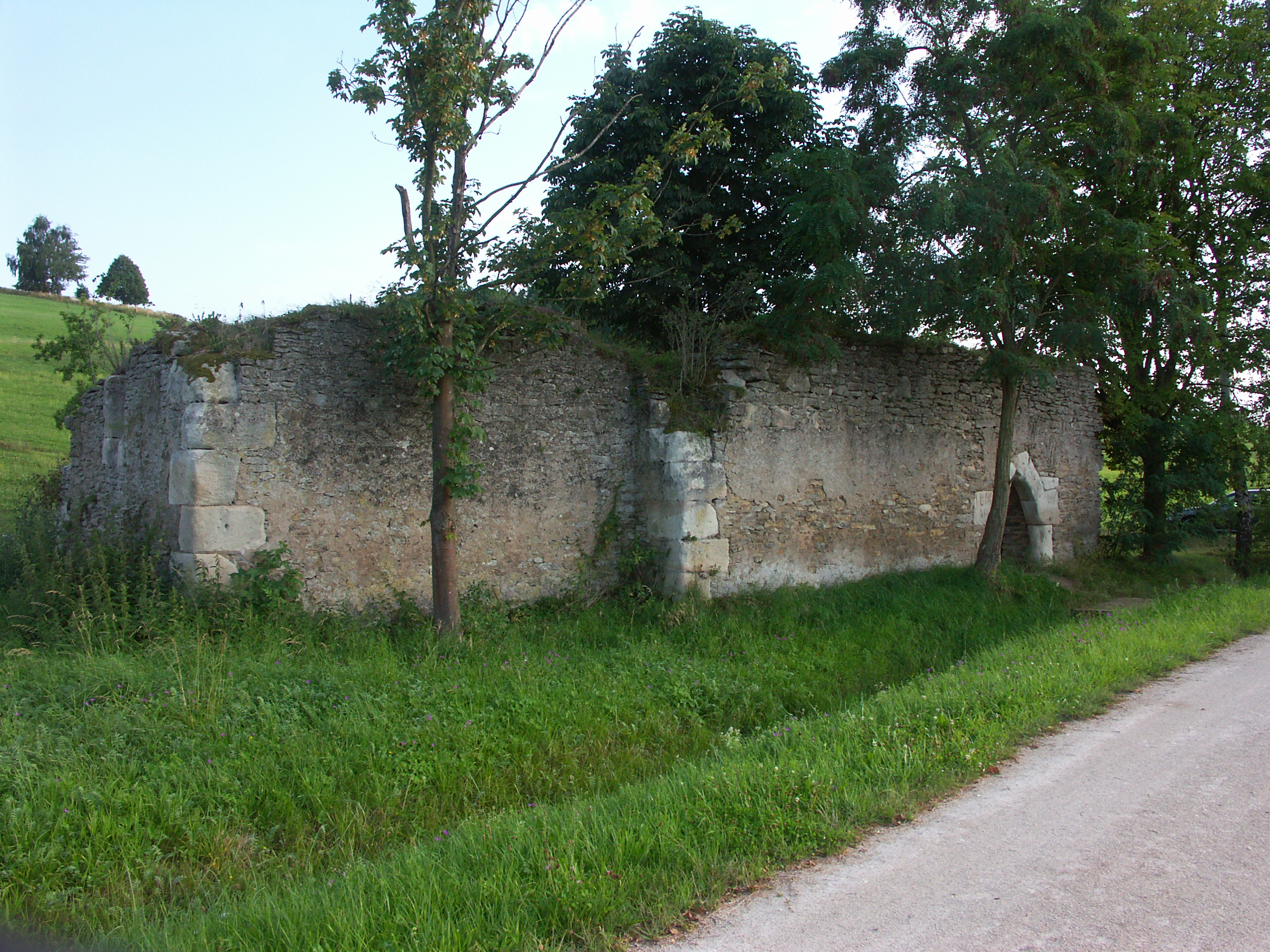
Heilig-Kreuz-Kapelle
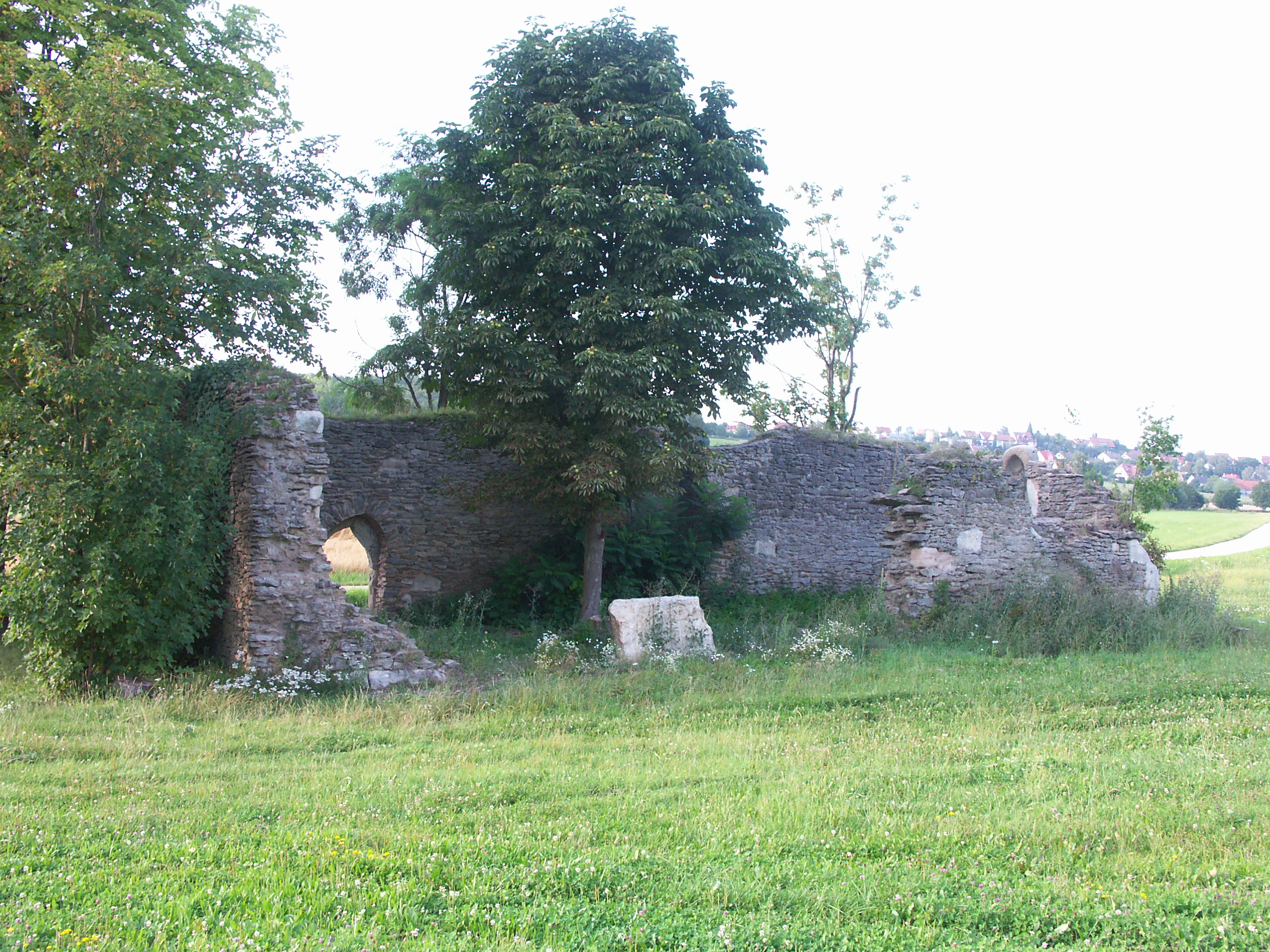
Heilig-Kreuz-Kapelle
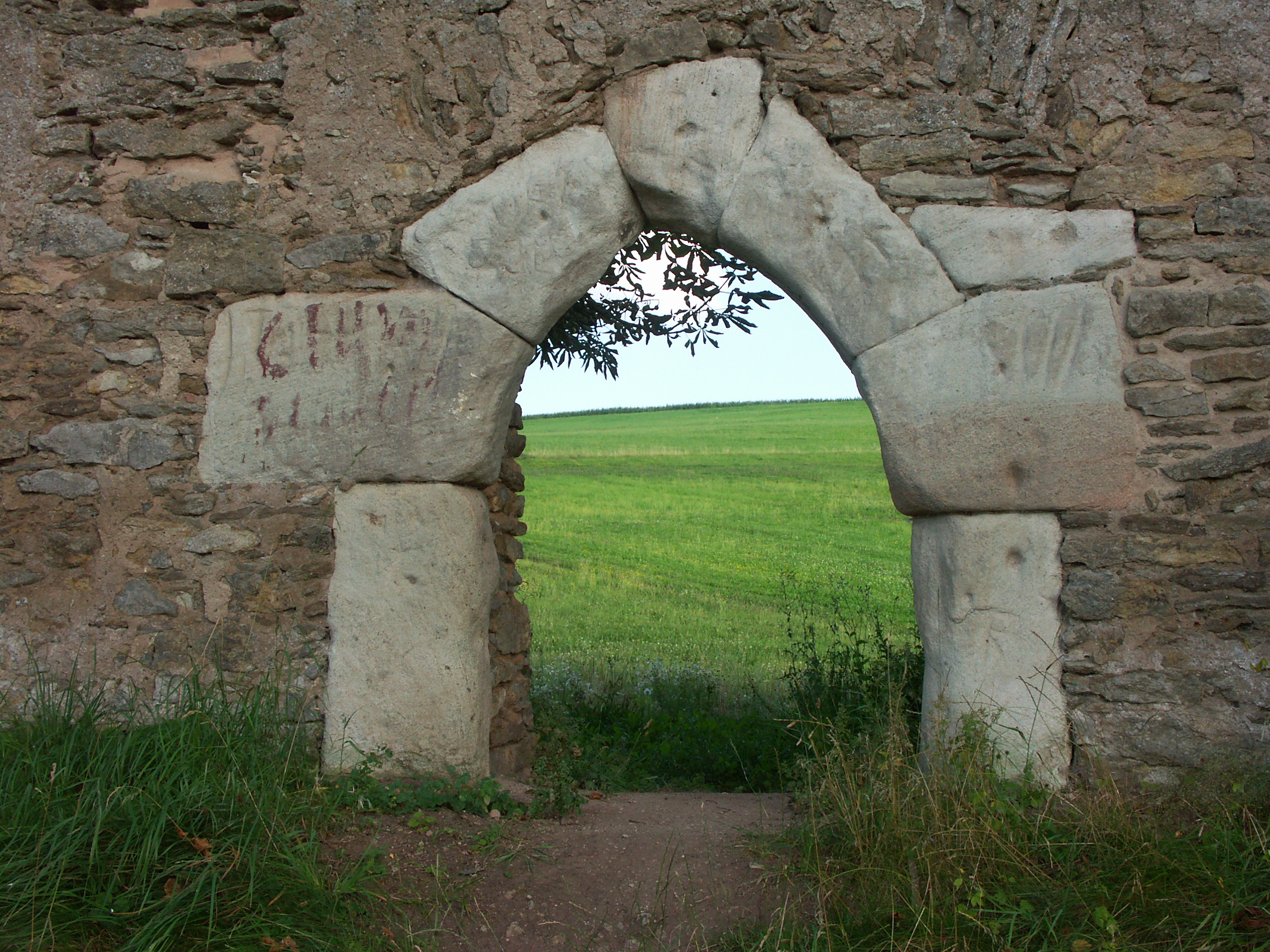
Das spitzbogige Portal
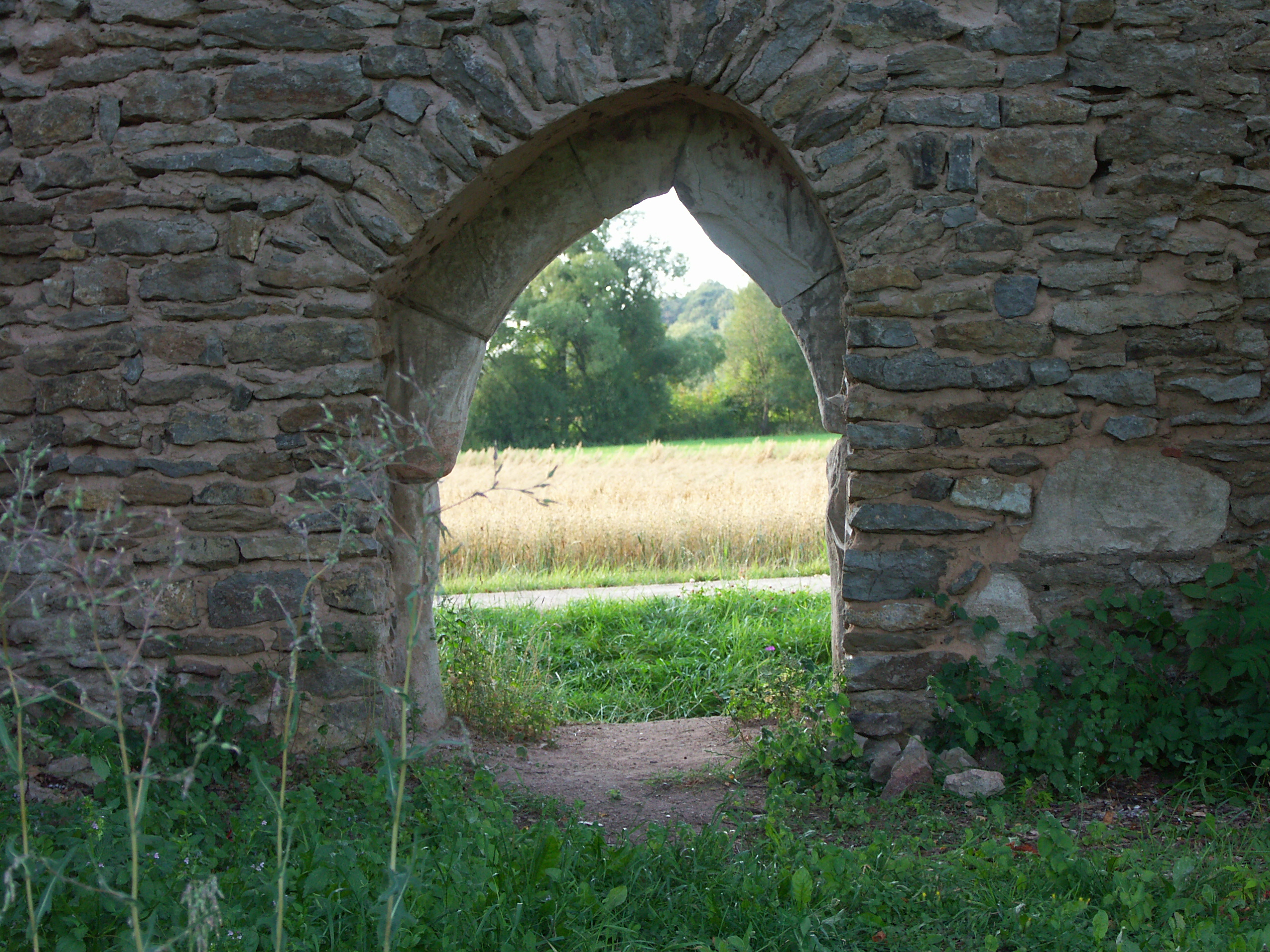
Portal von der anderen Seite
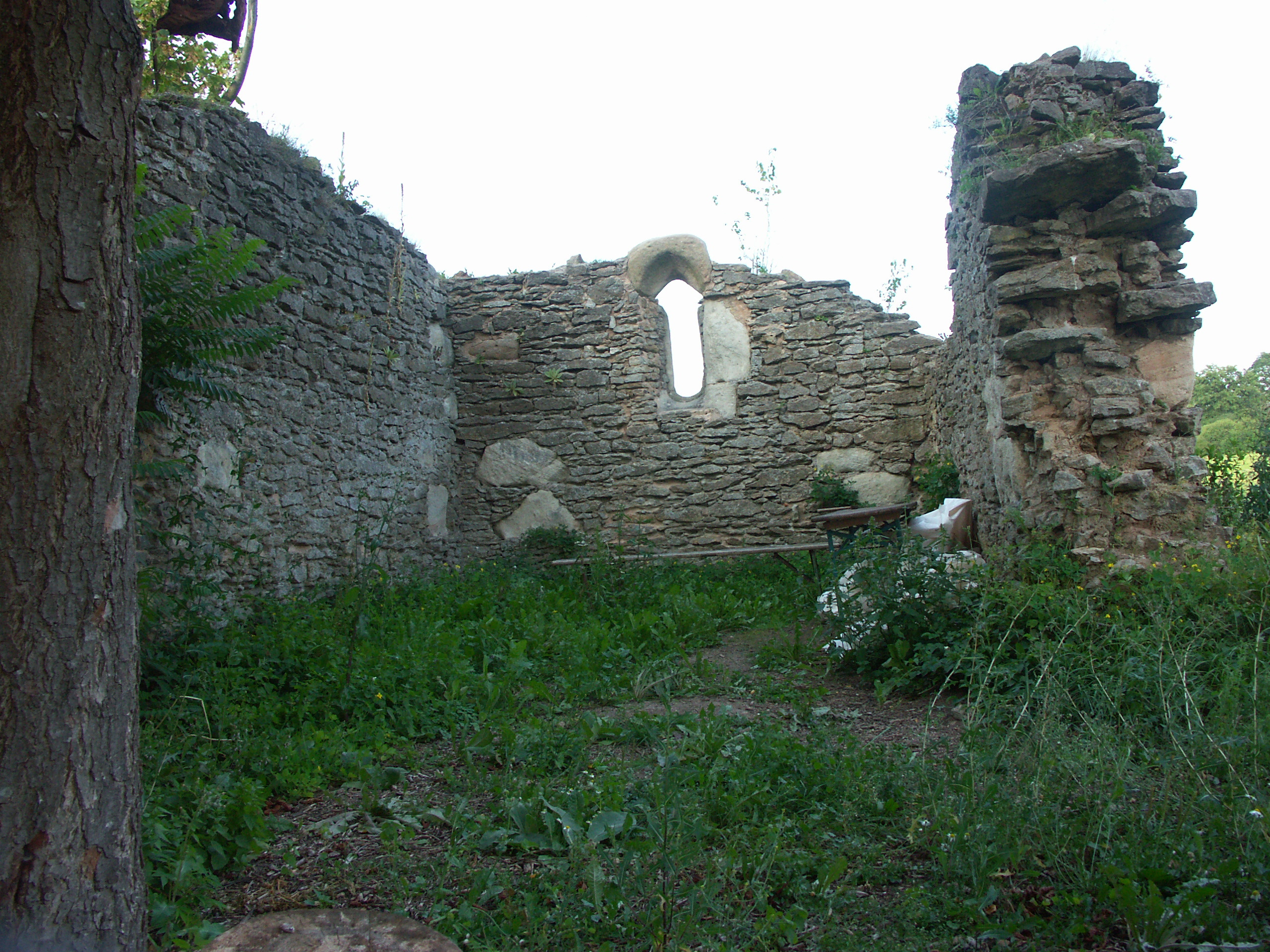
Im Inneren der Kapellenruine